# Nationale 1 2007-2008 (hockey su pista)
Il Nationale 1 2007-2008 è stata la 92ª edizione del torneo di primo livello del campionato francese di hockey su pista; fu disputato dal 22 settembre 2007 al 24 maggio 2008.
Il titolo fu conquistato dal Quévert, al suo sesto titolo.

## Stagione

### Formula
Il Nationale 1 2007-2008 vide ai nastri di partenza dodici club; la manifestazione fu organizzata con un girone all'italiana, con gare di andata e ritorno per un totale di ventidue giornate: erano assegnati tre punti per l'incontro vinto, due punti a testa per l'incontro pareggiato e uno per la sconfitta. Al termine della stagione regolare la vincitrice venne proclamata campione di Francia. Le squadre classificate dall'undicesimo al dodicesimo posto retrocedettero direttamente in Nationale 2, il secondo livello del campionato.

## Classifica finale
|                    | Pos. | Squadra         | Pt | G  | V  | N | P  | GF  | GS  | DR   |
| ------------------ | ---- | --------------- | -- | -- | -- | - | -- | --- | --- | ---- |
| Francia (bandiera) | 1.   | Quévert         | 59 | 22 | 17 | 3 | 2  | 125 | 48  | +77  |
|                    | 2.   | SCRA Saint-Omer | 58 | 22 | 17 | 2 | 3  | 138 | 50  | +88  |
|                    | 3.   | Mérignac        | 58 | 22 | 17 | 2 | 3  | 128 | 58  | +70  |
|                    | 4.   | La Vendéenne    | 53 | 22 | 14 | 3 | 5  | 110 | 44  | +66  |
|                    | 5.   | Coutras         | 52 | 22 | 15 | 0 | 7  | 122 | 70  | +52  |
|                    | 6.   | Ploufragan      | 46 | 22 | 11 | 2 | 9  | 66  | 64  | +2   |
|                    | 7.   | Villejuif       | 42 | 22 | 9  | 2 | 11 | 68  | 76  | -8   |
|                    | 8.   | Nantes          | 39 | 22 | 7  | 3 | 12 | 55  | 72  | -17  |
|                    | 9.   | Noisy-le-Grand  | 37 | 22 | 6  | 3 | 13 | 74  | 112 | -38  |
|                    | 10.  | Lione           | 34 | 22 | 4  | 4 | 14 | 60  | 89  | -29  |
|                    | 11.  | Gazinet-Cestas  | 26 | 22 | 2  | 0 | 20 | 62  | 18  | -119 |
|                    | 12.  | Tourcoing       | 24 | 22 | 1  | 0 | 21 | 47  | 191 | -144 |

Legenda:
  Vincitore della Coppa di Francia 2007-2008.
      Campione di Francia e ammessa all'Eurolega 2008-2009.
      Ammesse alla Coppa CERS 2008-2009.
      Retrocesse in Nationale 2 2008-2009.
Note:
Tre punti a vittoria, due a pareggio, uno a sconfitta.